# Otto Müller (architecte)

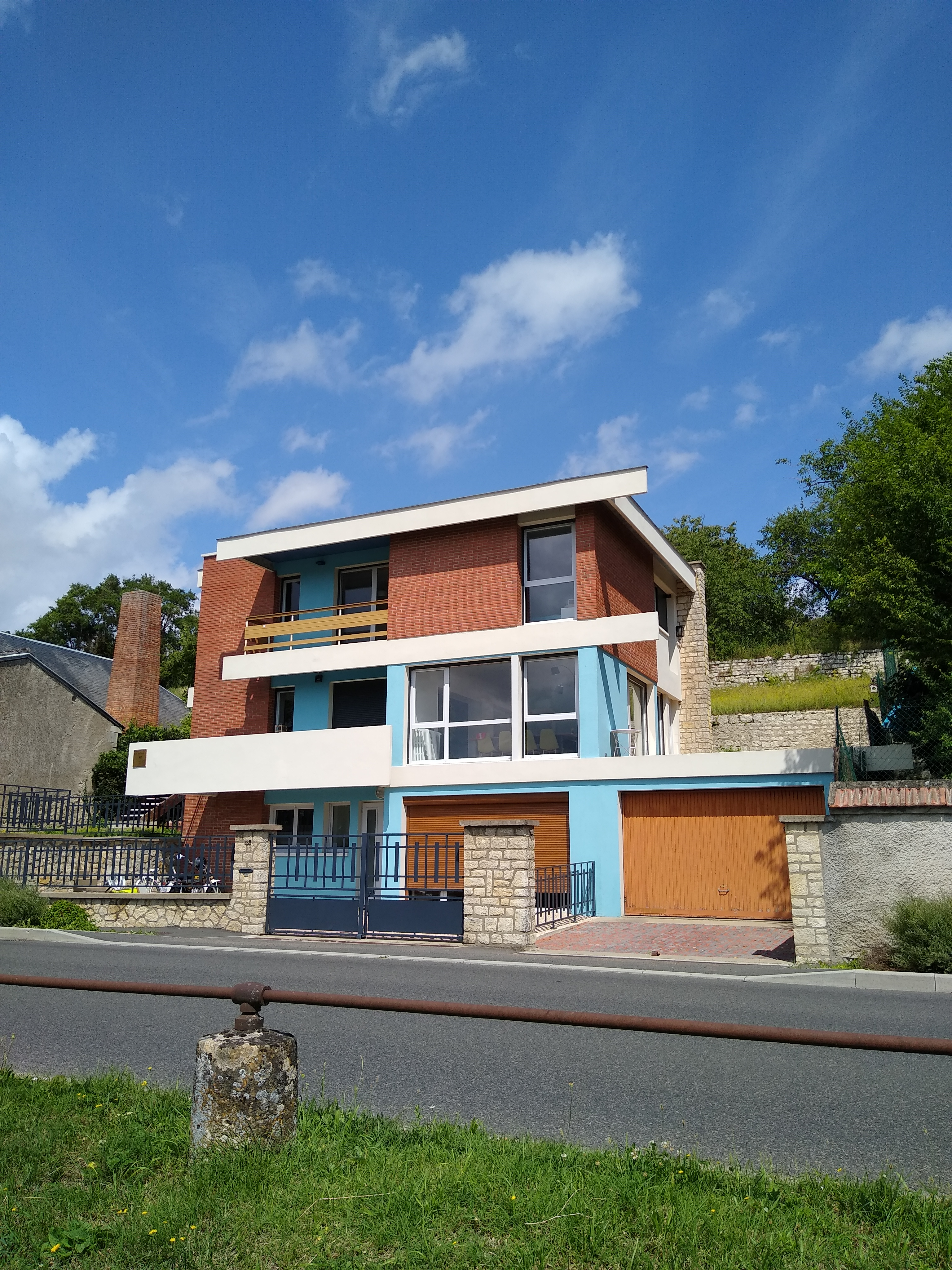
Villa de Mr Lochet, La Charité-Sur-Loire, 1959-1960.

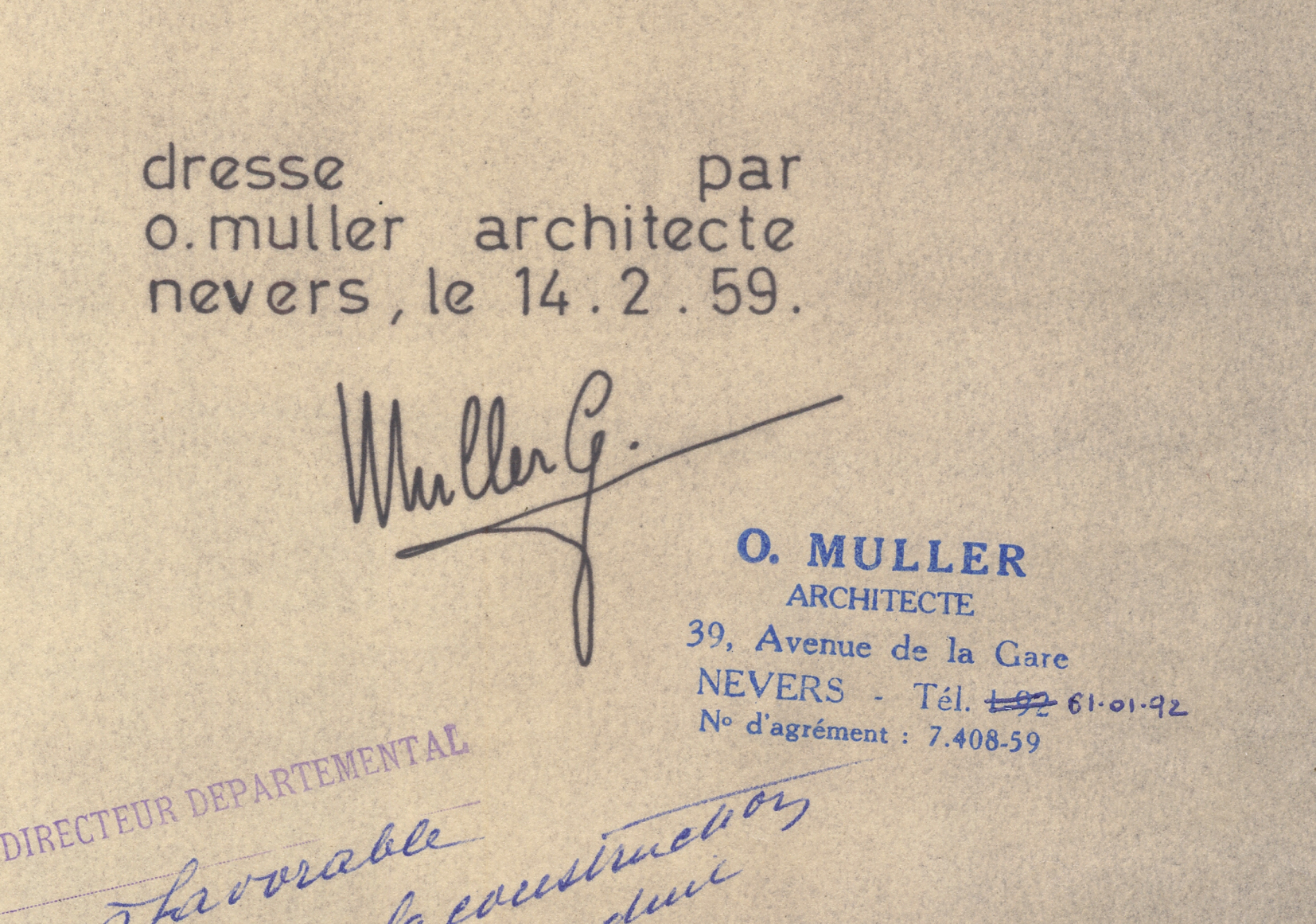
O. Muller, architecte, Nevers.

Otto Müller est un architecte suisse qui passera toute sa vie en France. Né le 20 janvier 1895 à Neunkirch (canton de Schaffhouse) en Suisse, mort le 8 novembre 1974 à Nevers.

## Biographie
Otto Müller est diplômé du Technikum Winterthur, la profession d'architecte n’étant pas réglementée en Suisse, ce diplôme permettait de l’exercer.

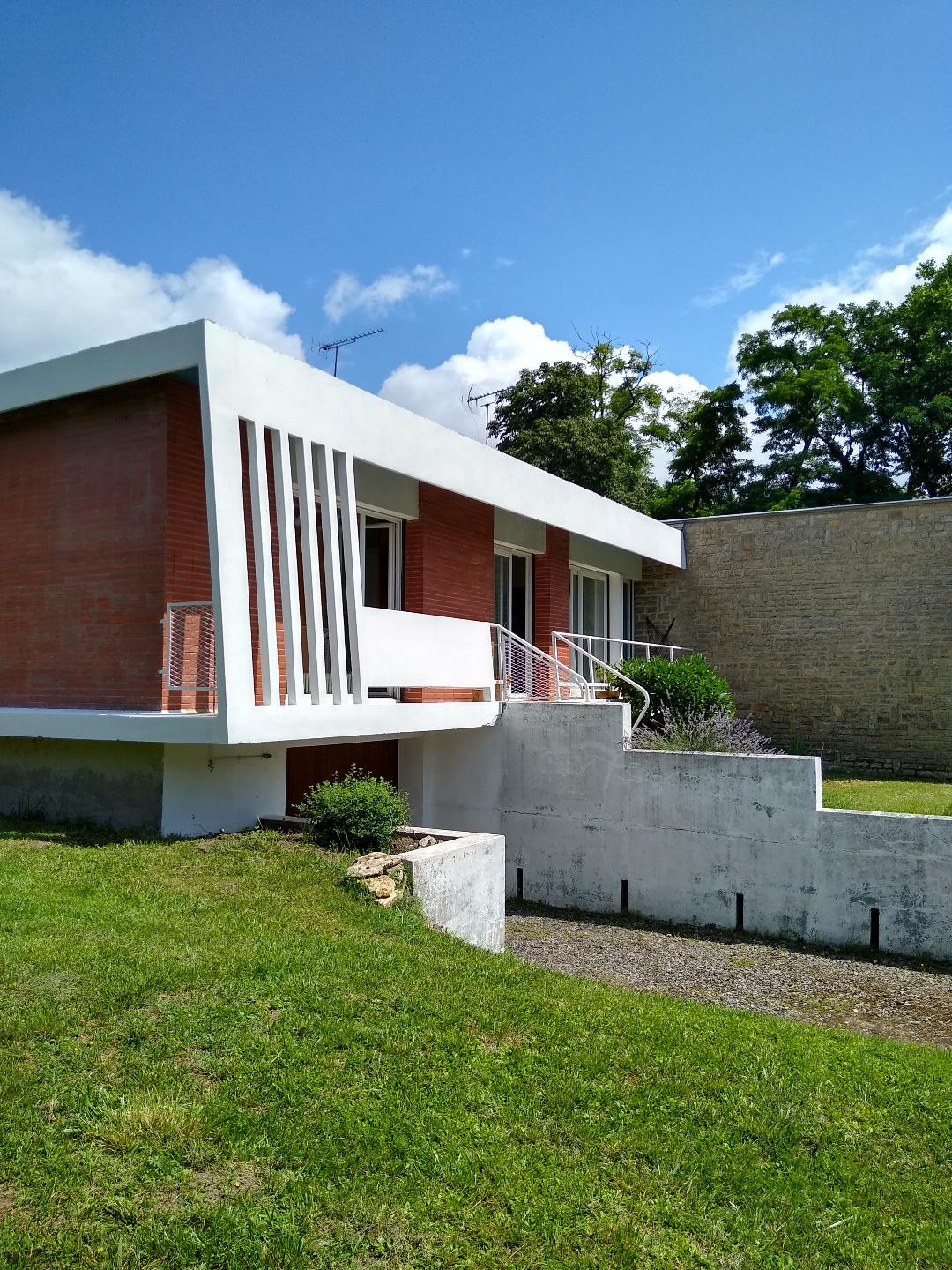
Villa pour Kleber-Colombes, Saint-Léger-Des-Vignes, 1959-1963

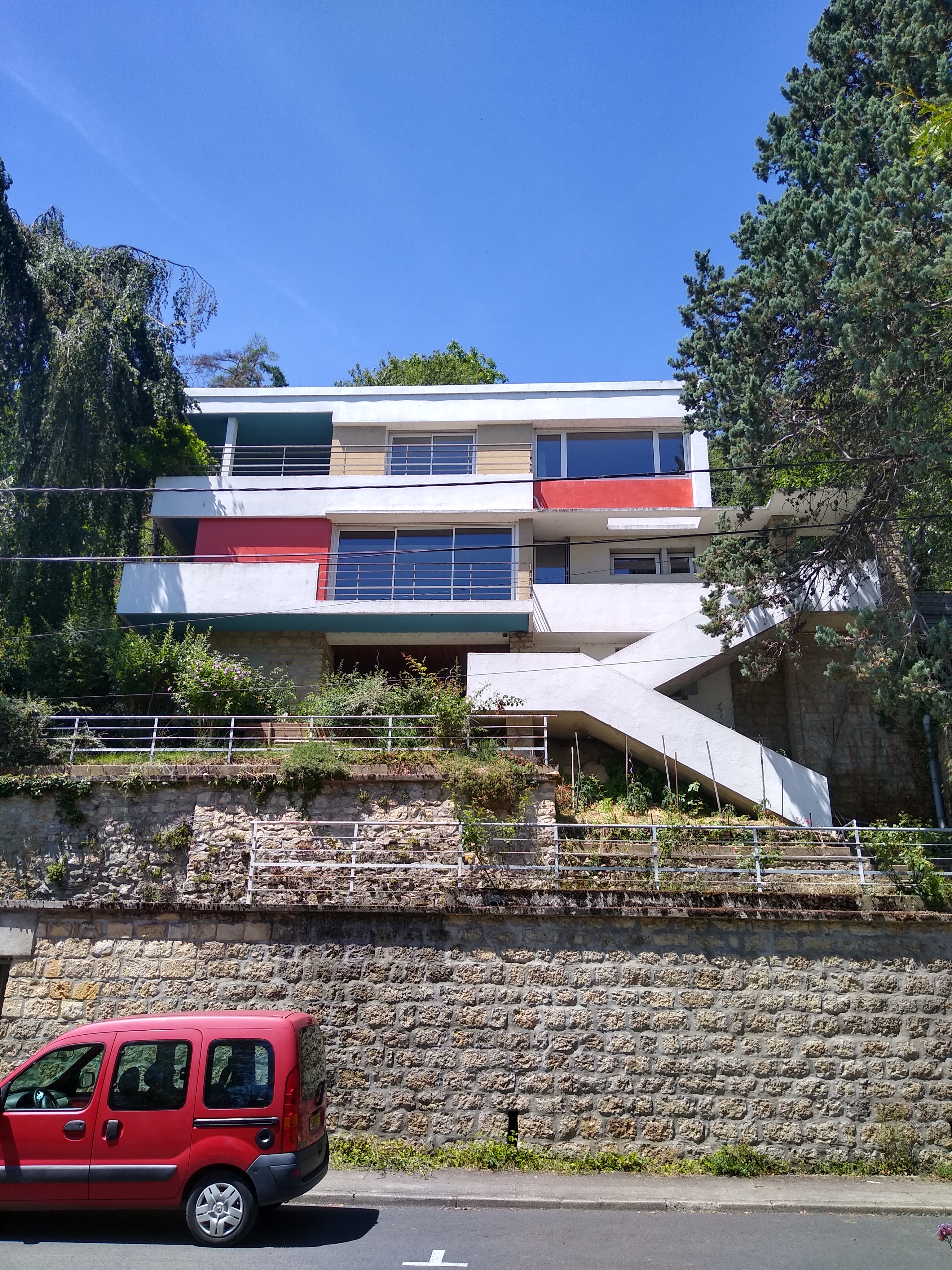
Villa de Mr Mauguiere, Nevers, 1956-1959.

Après la Première Guerre mondiale, en 1920, il part pour Reims où l'on recherche des architectes pour reconstruire la ville en grande partie détruite. Il y est rejoint par sa compagne de nationalité suisse où ils se marient le 4 décembre 1920, naissance de leur fille en 1921.
Après un passage par Paris (de 1922 à 1923), il part pour la Nièvre pour des travaux à la Société des Mines de Montceau-les-Mines puis à Nevers où il installe son agence en 1924/25. Naissance de son fils Gaston le 25 juillet 1926.
Il travaille essentiellement pour les Établissements Lambiotte à Premery, importante usine de fabrication de charbon de bois et des dérivés chimiques, pour qui il construit les maisons pour le personnel.
Pendant la Seconde Guerre mondiale, conséquence de la création de l'Ordre des Architectes (1940), Otto Müller est privé du droit d'exercer en France en 1942. Il obtiendra un agrément après plusieurs recours auprès de son consulat. 
Son agence est entièrement détruite par le bombardement du 16 juillet 1944.
Après la guerre, pendant la Reconstruction, c'est dans son agence installée dans des locaux neufs qu'il va révéler son style et son adhésion au concept du mouvement moderne, sous l'influence de Le Corbusier, du Bauhaus…
Son fils Gaston Müller (décédé le 11 avril 2020) qui obtiendra son diplôme d'architecte en 1953, l'assistera à partir de 1956 à son retour d'un voyage aux USA, Brésil et Argentine.
Entre 1955 et 1968, il construira plus d'une trentaine de villas modernes, dont la maison dite "Villa Mauguière" inscrite aux Monuments Historiques le 30 septembre 2013. Toits terrasses, pièces de séjour ouvertes et lumineuses, grandes baies vitrées… un plan d’aménagement du jardin accompagne ses projets.
En 1959-60, Otto Müller devient l'architecte attitré des usines Kleber-Colombes à Decize, pour qui avec son fils Gaston, il construira une quinzaine de villas de cadres situées sur les communes de Decize, Saint-Léger-des-Vignes, Varennes-Vauzelles pour la Nièvre et Trilport en Seine-et-Marne où il y a également une unité de production.
Il travaillera jusqu'en 1968 avant d’être stoppé par la maladie. Il décédera en 1974.  

## Notes et références

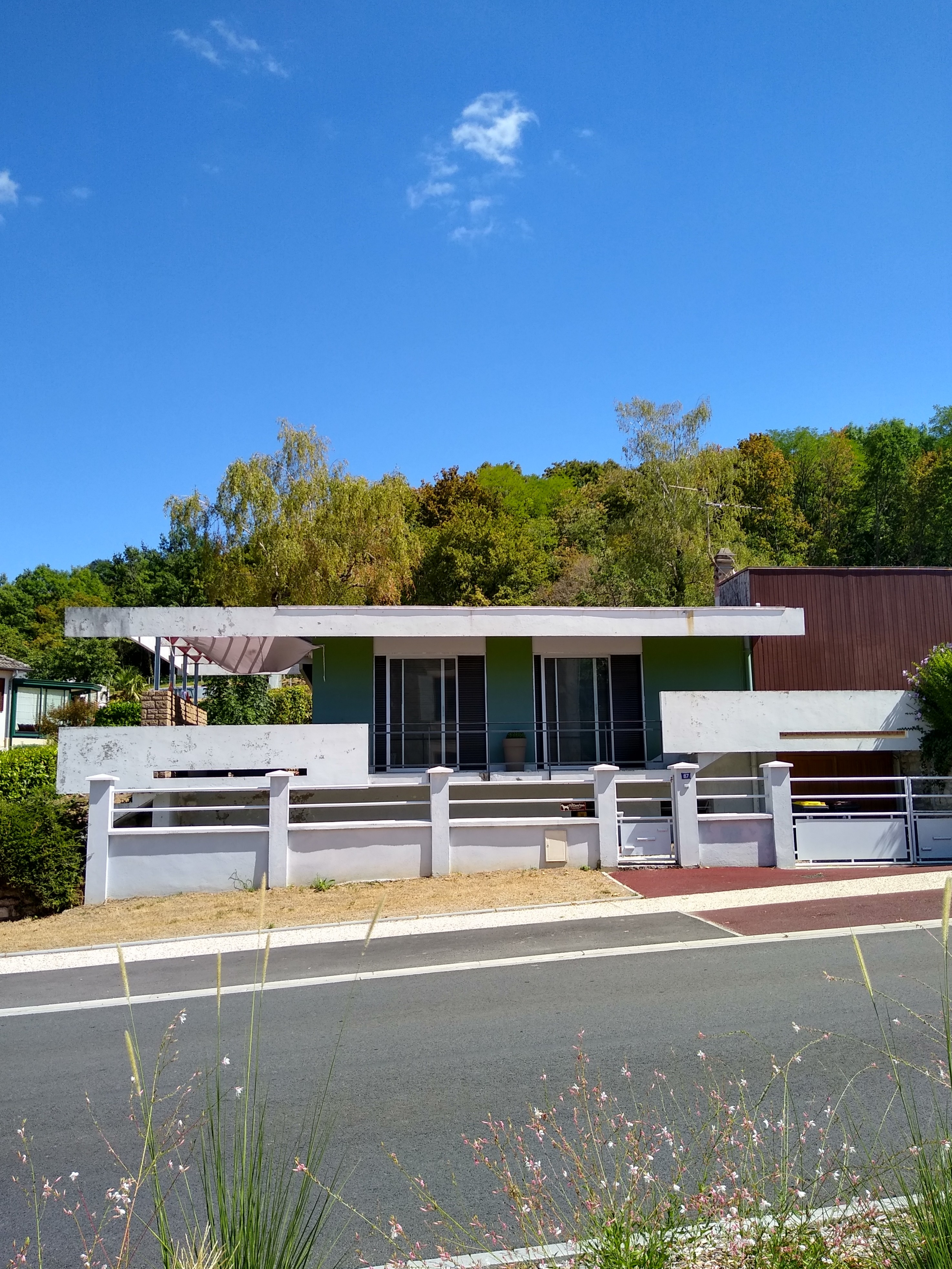
Villa De Mr Gonin, Pougues-Les-Eaux, 1959.